# Jászfelsőszentgyörgy
Jászfelsőszentgyörgy es un pueblo húngaro perteneciente al distrito de Jászberény, condado de Jász-Nagykun-Szolnok.

## Superficie
Cuenta con una superficie de 39,28 km².

## Demografía
Hasta 2024 la población era de 1883 habitantes, con una densidad de población de 47,93 hab/km².
| Gráfica de evolución demográfica de Jászfelsőszentgyörgy entre 2020 y 2024 |
|                                                                            |
| Datos según la Oficina Central de Estadística de Hungría.                  |